# Hans Gross
Hans Gustav Adolf Gross (aussi Groß, ou Grosz), né le 26 décembre 1847 à Graz et mort le 9 décembre 1915, est un avocat pénaliste autrichien, connu pour être le fondateur de la criminalistique.

## Biographie
Gross prend part à la Campagne de Bosnie-Herzégovine en 1878 et se voit promu premier lieutenant dans la réserve. Dans sa pratique juridique, il est d'abord juge d'instruction. En 1881, sa famille s'installe à Graz. En 1883, il est procureur adjoint à Leoben et plus tard président du Sénat à la cour d'appel de Graz.
En 1893, Hans Gross demande la création d'une chaire de criminalistique comme science auxiliaire du droit pénal. À l'automne 1893, le ministère de la Justice le charge de diriger un cours d'essai sur les devoirs du juge d'instruction à Vienne. La même année, Gross publie le Manuel pour les magistrats instructeurs en deux volumes, qui est par la suite traduit en plusieurs langues. L'écho international que connaît l'ouvrage entraîne plusieurs rééditions. À partir de la troisième édition (1899), il paraît sous le titre Manuel du juge d'instruction comme système de criminalistique. Gross utilise pour la première fois le terme « criminalistique » pour désigner une enquête criminelle basée sur des connaissances scientifiques. Aujourd'hui, cet ouvrage est aussi considéré comme une source importante pour la recherche sur le  rotwelsch, la langue des escrocs qui était encore couramment utilisée à l'époque, et dont Gross traite en détail dans son manuel. En plus de ce manuel, Gross publie Psychologie criminelle en 1898, où il évoque les conditions nécessaires pour opérer ce qu'on appellera plus tard un profilage. La même année, il cofonde la revue Archiv für Kriminalanthropologie und Kriminalistik, qui reste à ce jour une référence pour les découvertes criminologiques. Hans Gross est pour ces raisons considéré comme le « fondateur de la criminologie scientifique » ; son « École criminologique de Graz » connaîtra une reconnaissance internationale.
En 1894 est publié le Manuel pour le service d'investigation de la Gendarmerie royale et impériale, dans laquelle Gross suggère pour la première fois d'utiliser des chiens de sauvetage pour enquêter sur les crimes. En 1894, il est chargé par le ministère de la Défense austro-hongrois d'organiser un cours pour officiers de gendarmerie comparable à celui des juges d'instruction. Il connaît un grand succès avec sa « Mallette de scène de crime » qui contient tout l'outillage utile à l'enquête : nécessaire d'écriture, loupe, appareils de mesure, pincettes, podomètre, boussole, bougies, afin de collecter les preuves sur place et de consigner les déclarations des éventuels témoins. On dit même que la mallette contient des bonbons pour inciter les enfants à raconter ce qu'ils savent.
Le 1er août 1895 voit l'ouverture du Musée du crime à Graz, dont Hans Gross est nommé conservateur. En 1896, il tente d'obtenir une habilitation à la faculté de droit et de sciences politiques de l'Université de Graz en droit pénal spécialisé en investigation médico-légale (criminalistique) : la candidature est rejetée par le ministère ainsi que par le conseil des professeurs. Néanmoins, le 1er août 1898, il est appelé en Ukraine à l'Université nationale de Tchernivtsi : le 16 décembre 1898, il y est nommé professeur titulaire de droit pénal, puis doyen en 1900.
Il enseigne à partir de mars 1902 à l'Université Charles à Prague, où là aussi il est nommé doyen. L'un de ses élèves est Franz Kafka, qui traite de sujets juridiques dans son ouvrage « Le Château » ou « La Colonie pénitentiaire ».
Le 20 juillet 1905, il est nommé professeur titulaire de droit pénal autrichien et de procédure pénale à l'Université Karl-Franzens de Graz.
Le 17 février 1913, un Institut criminalistique est inauguré à la Faculté de droit et de sciences politiques de l'Université de Graz, avec Hans Gross à sa tête.
Hans Gross et son épouse Adele Gross, née Raymann (11 mars 1854 à Retz - 20 juin 1942 à Graz) sont les parents du psychanalyste Otto Gross (1877-1920).

## Distinctions

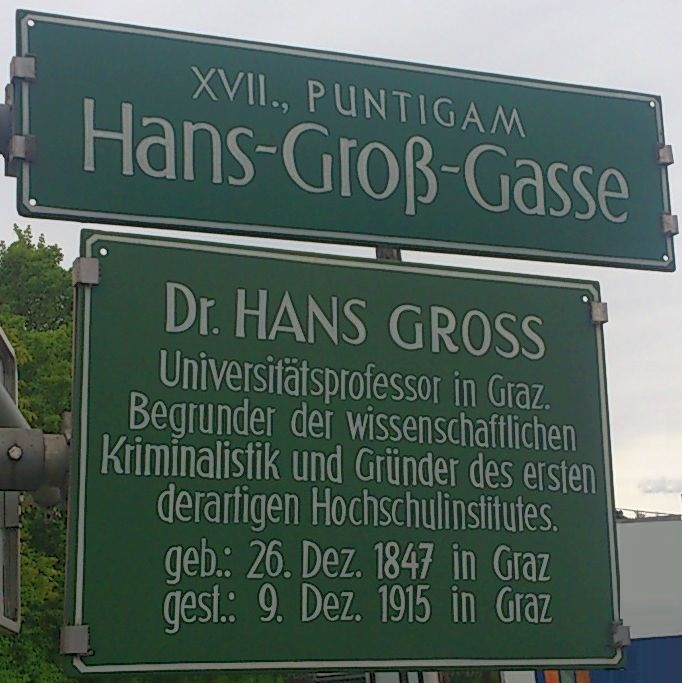
Plaques de rue à Puntigam (Graz).

- 1894 : Croix de chevalier de l'ordre de François-Joseph
- 1909 : Ordre de la Couronne de fer de 3e classe

## Ouvrages
Le nom de l'auteur Hanns Gross est parfois mentionné dans les sources.
- 1880: Die Entscheidungen des k.k. österr. obersten Gerichts- und Cassationshofes über den § 199a des Strafgesetzes vom 7. Mai 1852 aus der Zeit v. Ende 1850 bis Ende 1878.
- 1893: Handbuch für Untersuchungsrichter als System der Kriminalistik. Neuer Titel: Handbuch der Kriminalistik. Wissenschaft und Praxis der Verbrechensbekämpfung. Neubearbeitung v. Friedrich Geerds. Band 1: Die Kriminalistik als Wissenschaft. – Die Technik der Verbrechen. – Kriminaltechnik. / Vol. 2: Kriminaltaktik. – Die Organisation der Verbrechensbekämpfung. édité sous licence par J. Schweitzer 1977 et 1978 par Pawlak, Herrsching 1987.
  - Edition anglaise: Criminal Investigation. A practical handbook for magistrates, police officers, and lawyers. Traduit par J. Adam and J. C. Adam. Madras, A. Krishnamachari, 1906.
- 1894: Lehrbuch für den Ausforschungsdienst der k.k. Gendarmerie.
- 1898: Criminalpsychologie. Leuschner & Lubensky, Graz. réimprimé par Müller, Saarbrücken 2007.
- 1901: Der Raritätenbetrug. Guttentag, Berlin. réimprimé par Keip, Stockstadt am Main 1997.
- 1901: Encyklopädie der Kriminalistik. Vogel, Leipzig.
- 1902: Gesammelte kriminalistische Aufsätze. F. C. W. Vogel, Leipzig.
- 1909: Kriminalistische Tätigkeit und Stellung des Arztes. Braumüller, Wien.
- 1918: Die Erforschung des Sachverhalts strafbarer Handlungen. 4e édition. Schweitzer, München.